# Lucina trisulcata
Lucina trisulcata är en musselart som beskrevs av Conrad 1841. Lucina trisulcata ingår i släktet Lucina och familjen Lucinidae. Inga underarter finns listade i Catalogue of Life.